# Enaretta somaliensis
Enaretta somaliensis är en skalbaggsart som beskrevs av Stefan von Breuning 1939. Enaretta somaliensis ingår i släktet Enaretta och familjen långhorningar.
Artens utbredningsområde är Zimbabwe. Inga underarter finns listade i Catalogue of Life.